# Retablo mayor de la catedral-basílica del Pilar de Zaragoza

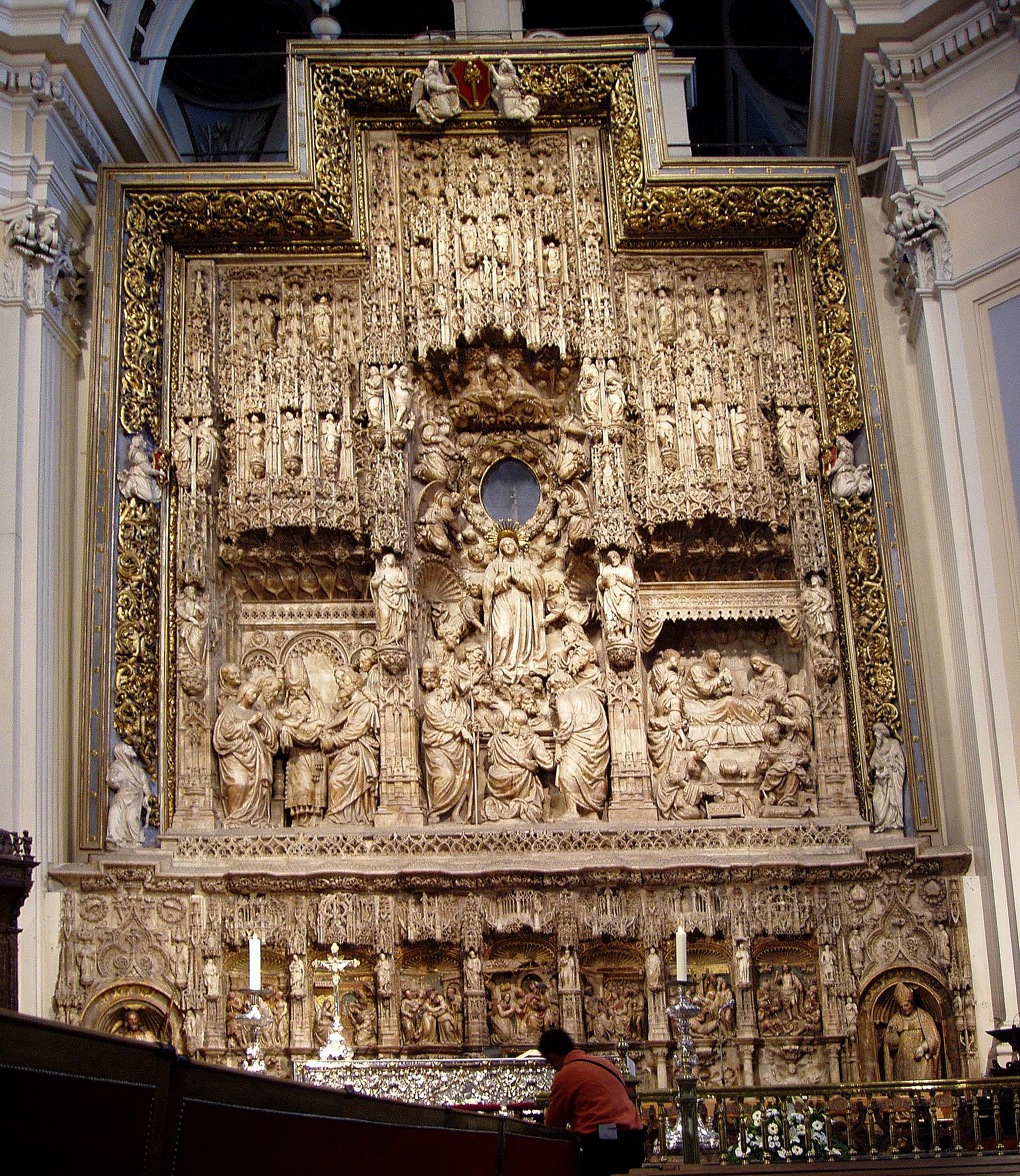
Retablo de la Asunción. Damián Forment, 1509-1518

El retablo del altar mayor de la Catedral-Basílica de Nuestra Señora del Pilar de Zaragoza fue realizado en alabastro policromado, con guardapolvo de madera, por Damián Forment entre 1509 y 1518 y está dedicado a la Asunción de la Virgen. El estilo de la arquitectura del retablo es gótico final, si bien las escenas figurativas muestran características plenamente renacentistas.

## Historia
La construcción del retablo fue una de las últimas actuaciones que se llevaron a cabo en la antigua iglesia del Pilar, llamada de Santa María, tras sufrir graves daños en un incendio el año 1434 o 1435 que destruyó la primitiva Capilla de la Virgen. Durante todo el siglo XV, se emprendió una completa reconstrucción del templo gótico-mudéjar que se extendió hasta 1515, año en que se dan por concluidas las obras una vez que el retablo del altar mayor estaba prácticamente terminado.
El cabildo metropolitano de Zaragoza contrató a Damián Forment el banco o predela del retablo del altar mayor que ocuparía la cabecera de la colegiata de Santa María el primero de mayo de 1509, con la exigencia de que fuera «tan bueno y mejor que el Asseu» (que el de La Seo). En 1511, casi acabado el banco, contrataría también el resto del retablo, con tres escenas monumentales en sus calles: la Asunción en el centro, el Natalicio de la Virgen a su derecha y la Presentación de Jesús en el Templo a su izquierda. Finalmente, en 1515, Forment delega los trabajos del resto de la decoración arquitectónica en los maestros Francisco de Troya, Martín Jordán, Juan de Cullurúa, Juan de Lizalde, Juan de Salas y Miguel de Arabe entre otros. Acabó de asentarse el retablo en 1518.

## Características
En la predela están dispuestas siete escenas de izquierda a derecha: Encuentro de San Joaquín y Santa Ana en la puerta dorada, Anunciación, Visitación, Adoración de los pastores, Adoración de los reyes magos, Piedad y Resurrección, separadas por columnas con doseletes góticos que acogen estatuas de santos y apóstoles. Es la zona del retablo donde Forment se muestra más avanzado, pues en los marcos de las escenas y sus arquitecturas y ornamentos, aparece decoración propia del renacimiento, como putti, cartelas o balaustres. Lo completan sendas estatuas de Santiago el Mayor y Braulio de Zaragoza situadas en hornacinas a los flancos. Asimismo, en el sotabanco aparecen escudos heráldicos sostenidos por angelotes y medallones, uno de los cuales muestra el autorretrato del autor, Damián Forment, y la efigie de su esposa, bajo la cual hay un epígrafe en latín que traducido reza: «Esta es la mujer del maestro que hizo esto». Las escenas del banco aún conservan restos de la policromía original, aunque en las calles principales prácticamente ha desaparecido. 